# 포살토
포살토(이탈리아어: Fossalto)는 이탈리아 몰리세주 캄포바소도의 코무네다. 캄포바소로부터 북서쪽 15km 거리에 있다.